# Monteleone di Puglia
Monteleone di Puglia là một đô thị thuộc tỉnh Foggia trong vùng Puglia.
Đô thị Monteleone di Puglia có diện tích 36 km2, dân số 1413 người.
Đô thị Monteleone di Puglia giáp với các đô thị sau: Accadia, Anzano di Puglia, Ariano Irpino, Panni, San Sossio Baronia, Sant'Agata di Puglia, Savignano Irpino, Zungoli.